# 구겔후프

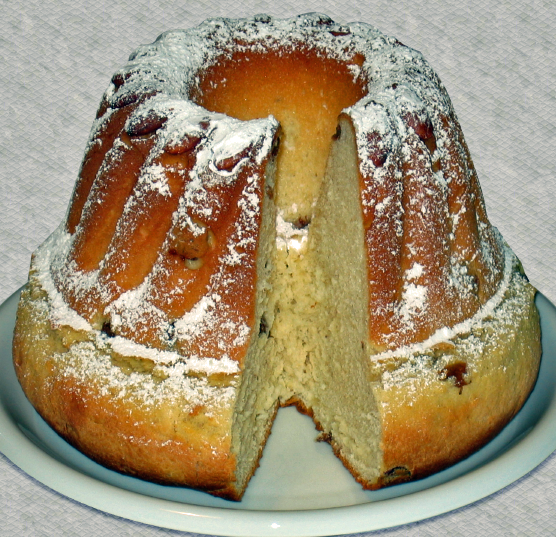

구겔후프(Gugelhupf, Kugelhupf, Guglhupf, Gugelhopf, 발음 [ˈɡuːɡl̩.hʊp͡f, -hɔp͡f, ˈkuːɡl̩-])는 전통적으로 독특한 링 팬에 구운 케이크이다. 도넛 모양의 케이크(Bundt cake)와 비슷하게 굽지만 베이커의 빵효모로 발효된다.
세 가지 주요 유형이 있다. 코코아, 바닐라와 레몬 제스트의 힌트가 있는 플레인, 그리고 이 둘의 조합. 중부 유럽의 넓은 지역, 특히 남부 독일, 알자스, 오스트리아, 스위스, 루마니아, 크로아티아, 헝가리, 보스니아, 세르비아, 슬로바키아, 슬로베니아, 체코, 폴란드에서 인기가 있다. 펜실베이니아 더치(Pennsylvania Dutch)의 요리에서는 독일 케이크(Deitscher Kuche)로 알려져 있다.
중세 후기 오스트리아에서 구겔후프는 결혼식과 같은 주요 지역 사회 행사에서 제공되었으며 꽃, 잎, 양초 및 제철 과일로 장식되었다. 이 이름은 오스트리아-헝가리 제국을 통해 지속되었으며 결국 비엔나 요리책에서 장미수와 아몬드로 맛을 낸 세련되고 풍부한 케이크로 표준화되었다. 이 케이크는 오스트리아의 프란츠 요제프 황제에 의해 고급 패스트리로 대중화되었고 프랑스에서는 마리 앙투아네트에 의해 대중화되었다.
구겔후프는 2006년 유럽의 날에 유럽연합(EU) 의장국 오스트리아 의장단의 카페 유럽(Café Europe) 이니셔티브에서 오스트리아를 대표하는 디저트로 선정되었다.

## 같이 보기
- 바바 오 럼
- 브리오슈